# Domingos Mourão
Domingos Mourão est une municipalité brésilienne située dans l'État du Piauí.